# Lago Miseno
Il Lago Miseno o Mar Morto è un lago nel comune di Bacoli, tra Monte di Procida e Capo Miseno. Ha una estensione superiore ai 40 ettari ed un perimetro di circa 2.800 metri mentre la profondità media è di 2,25 metri e quella massima di 4. È separato dal mare da una barriera sabbiosa larga circa 200 metri ma è collegato con esso attraverso due foci: la prima ubicata in prossimità dell'abitato di Miliscola e la seconda localizzata nei pressi della baia di Miseno.
Il lago deve il suo nome a Miseno, trombettiere dell'esercito troiano al seguito di Enea (dall’Eneide di Virgilio - libro VI) che proprio nelle acque marine antistanti il lago annega tra gli impetuosi flutti. Enea, ritrovato il corpo, lo seppellisce sotto un grande cumulo di terra per offrirgli una degna sepoltura, il promontorio di Capo Miseno, a perenne memoria dell'eroico compagno.
In epoca romana il lago faceva parte, insieme con la rada di Miseno, dell'antico porto Misenum, che era formato da due bacini naturali: la parte lacustre era utilizzata come bacino di allestimento e riparazione delle navi, mentre la rada costituiva il porto vero e proprio. 
Il lago Miseno costituisce un ecosistema di grande interesse ambientale.